# Индия, Джонатан
Джонатан Джозеф Индия (англ. Jonathan Joseph India, 15 декабря 1996, Форт-Лодердейл, Флорида) — американский бейсболист, игрок второй базы клуба Главной лиги бейсбола «Цинциннати Редс». На студенческом уровне играл за команду Флоридского университета. На драфте Главной лиги бейсбола 2018 года был выбран под общим пятым номером.

## Биография

### Ранние годы
Джонатан Индия родился 15 декабря 1996 года в Форт-Лодердейле в штате Флорида. Учился в старшей школе Американского наследия в городе Делрей-Бич, которую окончил в 2015 году, играл в составе её бейсбольной команды. Индия признавался Игроком года в Южной Флориде по версии издания South Florida Sun-Sentinel, дважды принимал участие в матчах всех звёзд школьного бейсбола. На драфте Главной лиги бейсбола 2015 года он был выбран клубом Милуоки Брюэрс в 26 раунде, но от подписания контракта отказался.

### Студенческая карьера
В 2016 году Индия дебютировал в бейсбольном турнире NCAA в составе команды Флоридского университета. В своём первом сезоне он сыграл в 67 матчах, отбивал с показателем 30,3 %. Летом он выступал в студенческой Лиге Кейп-Код в составе «Харвич Маринерс». В 2017 году Индия провёл 59 матчей в NCAA, пропустив часть сезона из-за травмы. Он стал лучшим в команде по количеству украденных баз и выбитых даблов. Вместе с «Гейторс» он выиграл студенческую Мировую серию. После окончания турнира Индия второй год подряд выступал за «Харвич Маринерс».
Лучший сезон в студенческой карьере он провёл в 2018 году. По его итогам Индия вошёл в десятку лучших игроков NCAA по числу уоков, хоум-ранов, занятых баз и показателю сильных ударов. Он был включён в символическую сборную звёзд турнира. Индию признали Игроком года в конференции SEC, он стал третьим после Мэтта Лапорты и Майка Зунино в истории университета обладателем этой награды. На драфте Главной лиги бейсбола 2018 года его под общим пятым номером выбрал клуб «Цинциннати Редс».

### Профессиональная карьера
Сумма подписного бонуса игроку при заключении контракта составила 5,3 млн долларов. В профессиональном бейсболе Индия дебютировал в 2018 году в составе клуба Аппалачской лиги «Гринвилл Редс», затем выступал в Лиге пионеров за «Биллингс Мустангс», а сезон завершил в составе «Дейтон Дрэгонз». В 2019 году он играл за «Дейтону Тортугас» и «Чаттанугу Лукаутс». Суммарно в составе двух команд он провёл 112 матчей, отбивая с эффективностью 25,9 %. В 2020 году он не играл в официальных матчах после отмены сезона в младших лигах из-за пандемии COVID-19.
В Главной лиге бейсбола Индия дебютировал 1 апреля 2021 года, выйдя в стартовом составе «Цинциннати» на матч против «Сент-Луис Кардиналс».